# Anasterias asterinoides
Anasterias asterinoides is een zeester uit de familie Asteriidae.
De wetenschappelijke naam van de soort werd in 1875 gepubliceerd door Edmond Perrier.